# Novi (Primórie)
|  | Per a altres significats, vegeu «Novi». |

Novi (en rus: Новый) és un poble (un possiólok) del krai de Primórie, a l'Extrem Orient de Rússia, que en el cens del 2010 tenia 5.932 habitants.